# Диалюминийнеодим
Диалюминийнеодим — бинарное неорганическое соединение, интерметаллид
неодима и алюминия
с формулой Al2Nd,
кристаллы.

## Получение
- Сплавление стехиометрических количеств чистых веществ:

{\displaystyle {\mathsf {Nd+2Al\ {\xrightarrow {1460^{o}C}}\ Al_{2}Nd}}}

## Физические свойства
Диалюминийнеодим образует кристаллы
кубической сингонии,
пространственная группа F d3m,
параметры ячейки a = 0,79867 нм, Z = 8,
структура типа Cu2Mg.
Соединение плавится конгруэнтно  при 1460°С.